# Die Ebbe

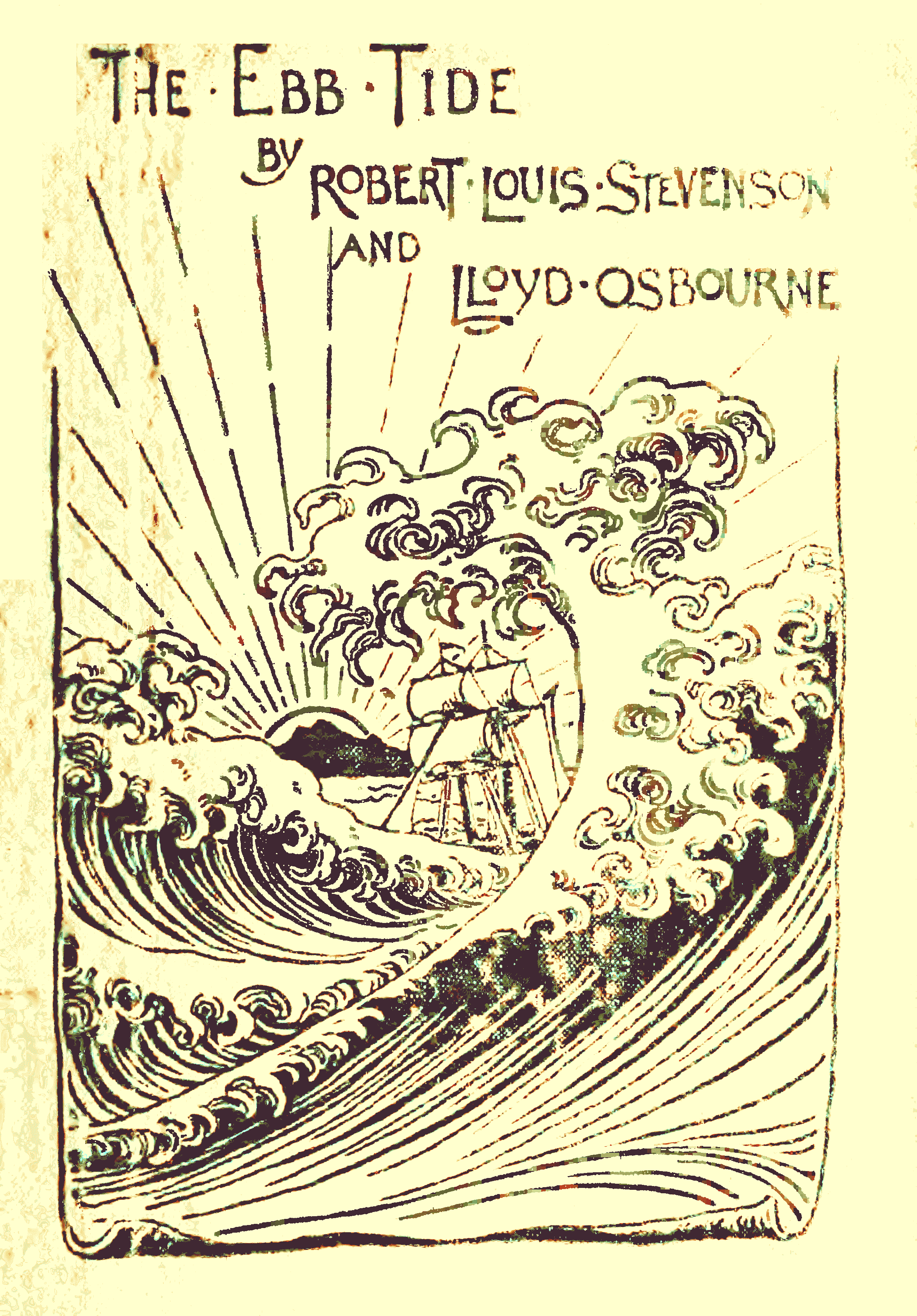
Buchcover der britischen Erstausgabe (London, 1894)

Die Ebbe (Originaltitel: The Ebb Tide) ist ein 1894 erschienener Roman von Robert Louis Stevenson.

## Inhalt
Im Hafen von Papeete treffen drei Männer mit gescheiterter Existenz, der verarmte, englische Geschäftsmann Herrick, der US-amerikanische Kapitän Davis und der ehemalige Kanzleischreiber Huish, aufeinander. Als ein Schiff namens Farallone anlandet, auf dem Champagner von San Francisco nach Sydney transportieren werden soll, das aufgrund eines Pockenbefalles der Mannschaft jedoch vom Kurs abgekommen ist, heuert der US-Konsul Davis als neuen Kapitän an. Dieser verpflichtet seine beiden Bekannten sowie drei Einheimische als Besatzung. Sie planen jedoch, heimlich nach Peru zu fahren, um die Ladung dort auf eigene Rechnung zu verkaufen.
Während der Fahrt geben sich Huish und Davis dem Alkohol hin, sodass der unerfahrene Herrick, den bald sein Gewissen plagt, und die Polynesier allein navigieren müssen. Nach wenigen Tagen erkennen sie jedoch, dass die Ladung überwiegend aus Wasser besteht und sie damit selbst Opfer eines Betruges geworden sind. Offenbar hatten der Schiffseigner und der ehemalige Kapitän eine absichtliche Versenkung geplant, um die Versicherungssumme zu erhalten. Außerdem müssen sie feststellen, dass sich nicht genügend Nahrung an Bord befinden und ihnen nur die Rückkehr nach Papeete offen steht, wo sie sich allerdings für ihr Verhalten verantworten müssten.
Unverhofft landen sie auf einer ihnen unbekannten Insel, die von einem strenggläubigen Engländer namens Attwater und einigen einheimischen Arbeitern bewohnt wird, die ihren Lebensunterhalt durch die Ernte und den Verkauf von Perlen erwerben. Die drei Männer planen, Attwater zu töten und die Perlen an sich zu nehmen, durch Herricks Gewissensbisse und Huish Unzuverlässigkeit erkennt Dieser aber bald das Vorhaben. Er zwingt sie unter Waffengewalt zurück auf ihr Schiff, von dem sich Herrick in selbstmörderischer Absicht ins Wasser stürzt. Er überlebt jedoch und landet erneut auf der Insel, wo er sich Attwater unterwirft. Huish überredet Davis daraufhin, mit dem Inselherrn vermeintlich Frieden zu schließen, dann jedoch einen Säureanschlag auf ihn zu verüben. Attwater erkennt erneut die Gefahr und schießt auf Huish, der dabei zugleich Opfer seines eigenen Vitriols wird, das aufgrund der zerschossenen Flasche auf ihm landet. Der Bewaffnete bedroht danach auch Davis, begnadigt ihn aber letztlich.
Als Attwaters Zwischenhändler zwei Wochen später anlanden, planen die Polynesier und Herrick, die Insel mit diesen zu verlassen und versenken ihr eigenes Schiff. Der mittlerweile nun selbst tiefgläubige Davis entscheidet sich hingegen, trotz der Aussicht, materiell versorgt zu sein und seine Familie wieder zu sehen, bei Attwater zu bleiben.

## Entstehung und Veröffentlichungen

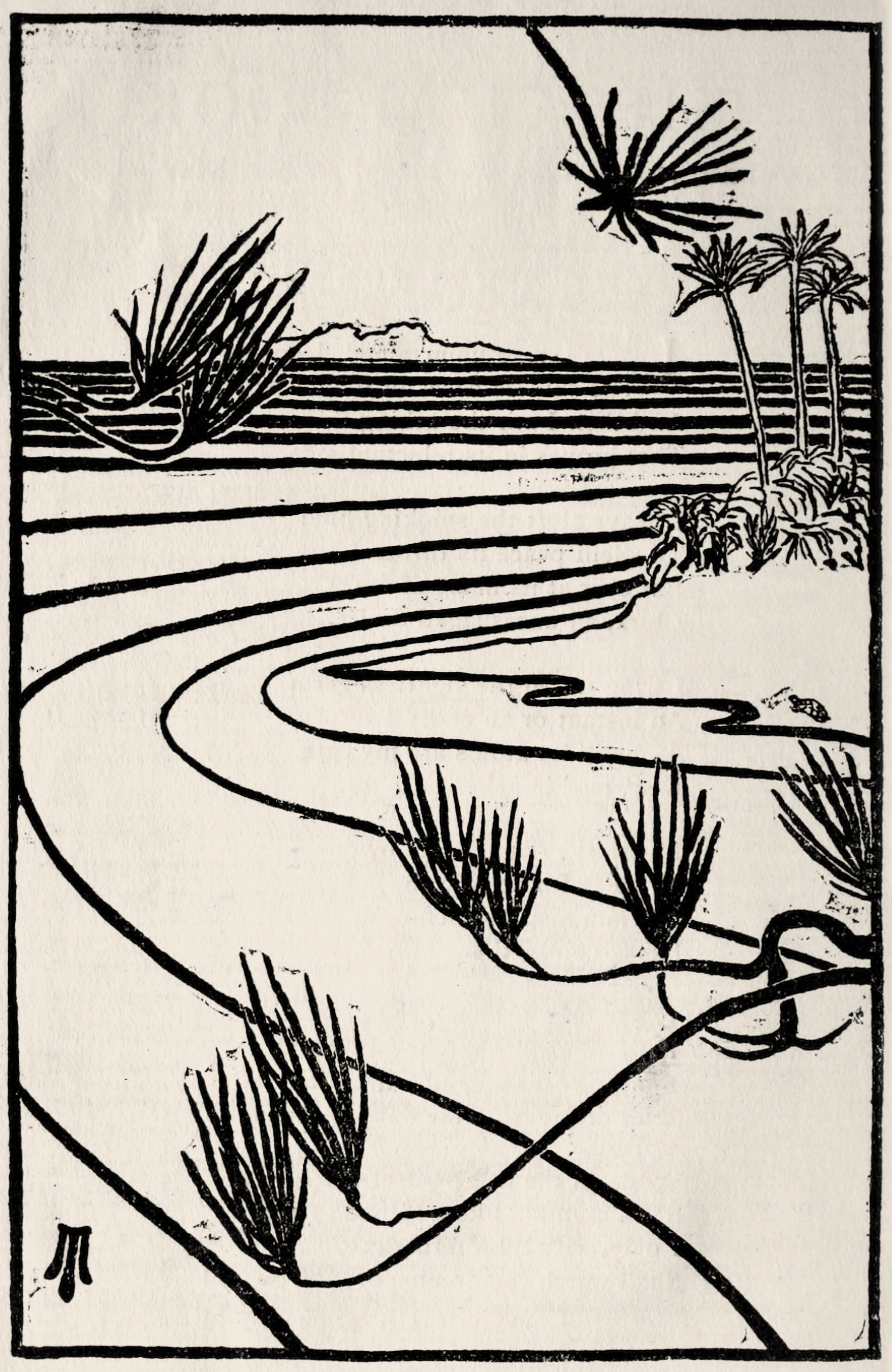
Buchcover der US-amerikanischen Erstausgabe (Chicago, 1894)

Der Roman war eine Koproduktion Stevensons mit seinem Stiefsohn Lloyd Osbourne. Beide begannen 1889 in Honolulu mit dem Schreiben, wobei Osbourne sowohl die Grundidee als auch den überwiegenden Inhalt des ersten Entwurfs beisteuerte. Nachdem sich die Familie auf Samoa niederließ, änderte Stevenson eigenständig den Beginn der Geschichte und vollendete Diese, sodass sie überwiegend als sein Werk angesehen wird.
Der Roman erschien zunächst als Fortsetzungsreihe unter dem Titel The Pearl Fisher in der Zeitschrift Today (1893/94) und als The Schooner Farallone (1894) in McClure’s Magazine. Die Verlage Heinemann in London und Stone and Kimball in Chicago gaben noch im selben Jahr die ersten Buchfassungen unter dem Titel The Ebb-Tide: A Trio and a Quartette heraus. Die Ebbe ist das letzte Werk Stevensons, das noch zu seinen Lebzeiten erschien.
Die von Klaus Modick besorgte deutschsprachige Übersetzung erschien erstmals 1998 beim Haffmans Verlag in Zürich.

## Verfilmungen
Der Roman war die Vorlage für Ebb Tide (1922) von George Melford, James P. Hogans gleichnamiges Werk aus dem Jahr 1937, Sam Newfields Adventure Island (1947) und den Fernsehfilm The Ebb-Tide (1998) mit Robbie Coltrane in der Hauptrolle. Außerdem beruhen zwei Folgen der Fernsehserie General Motors Theatre (1953/54) und eine Episode der Serie ITV Play of the Week (1959) auf Die Ebbe.

## Ausgaben
- Robert Louis Stevenson: Die Ebbe, Haffmans Verlag, Zürich 1998, ISBN 3-251-20282-0 (Originaltitel: The Ebb Tide. Übersetzt von Klaus Modick (1998))
- Robert Louis Stevenson: Die Ebbe, RM-Buch- und Medien-Vertrieb, Rheda-Wiedenbrück 2001, (Originaltitel: The Ebb Tide. Übersetzt von Klaus Modick (1998))
- Robert Louis Stevenson: Die Ebbe, Manesse-Verlag, Zürich 2012, ISBN 978-3-7175-2244-7, (Originaltitel: The Ebb Tide. Übersetzt von Klaus Modick (2012))